# Liste de statues de Pomone
La liste de statues de Pomone recense de manière non exhaustive les plus célèbres statues de la nymphe Pomone ou Pomona,  divinité étrusque et romaine des fruits.
Cette nymphe d'une remarquable beauté a été source d'inspiration de nombreux sculpteurs, depuis l'antiquité.

## Antiquité romaine
| Sculpteur Date | Localisation                                              | Description      | Photographie |
| -------------- | --------------------------------------------------------- | ---------------- | ------------ |
| IIe siècle     | Collection Farnèse Musée archéologique national de Naples | Statue en marbre |              |

## Renaissance
| Sculpteur Date             | Localisation                        | Description      | Photographie |
| -------------------------- | ----------------------------------- | ---------------- | ------------ |
| Andrea Briosco 1500 - 1525 | National Gallery of Art, Washington | Statue en bronze |              |

## Époque classique
| Sculpteur Date                   | Localisation                                                | Description      | Photographie |  |
| -------------------------------- | ----------------------------------------------------------- | ---------------- | ------------ |  |
| XVIIe siècle                     | Hôtel Matignon Paris                                        | Statue en marbre |              |  |
| Étienne Le Hongre 1689           | Demi-lune du bassin d'Apollon Parc du château de Versailles | Statue en marbre |              |  |
| Francesco Penso 1717             | Jardin d'été Saint-Pétersbourg                              | Statue en marbre |              |  |
| Antonio Bonazza 1757             | Saint-Pétersbourg                                           | Statue en marbre |              |  |
| Carl Philipp Glume XVIIIe siècle | Großer Tiergarten Berlin                                    | Statue en marbre |              |  |

## Époque moderne
| Sculpteur Date       | Localisation                 | Description                                                          | Photographie |  |
| -------------------- | ---------------------------- | -------------------------------------------------------------------- | ------------ |  |
| Camille Claudel1905  | Musée RodinParis             | Statue en marbre Vertumne et Pomone                                  |              |  |
| Karl Bitter 1915     | Fontaine Pulitzer New York   | Statue en bronze. Le modèle a été l'actrice américaine Audrey Munson |              |  |
| Enric Monjo 1927     | Place de Catalogne Barcelone | Statue en bronze                                                     |              |  |
| Josep Clarà 1937     | Place de Catalogne Barcelone | Statue en bronze                                                     |              |  |
| Nils Möllerberg 1957 | Stadsparken Lund, Suède      | Statue en bronze                                                     |              |  |